# Jöchl (Adelsgeschlecht)

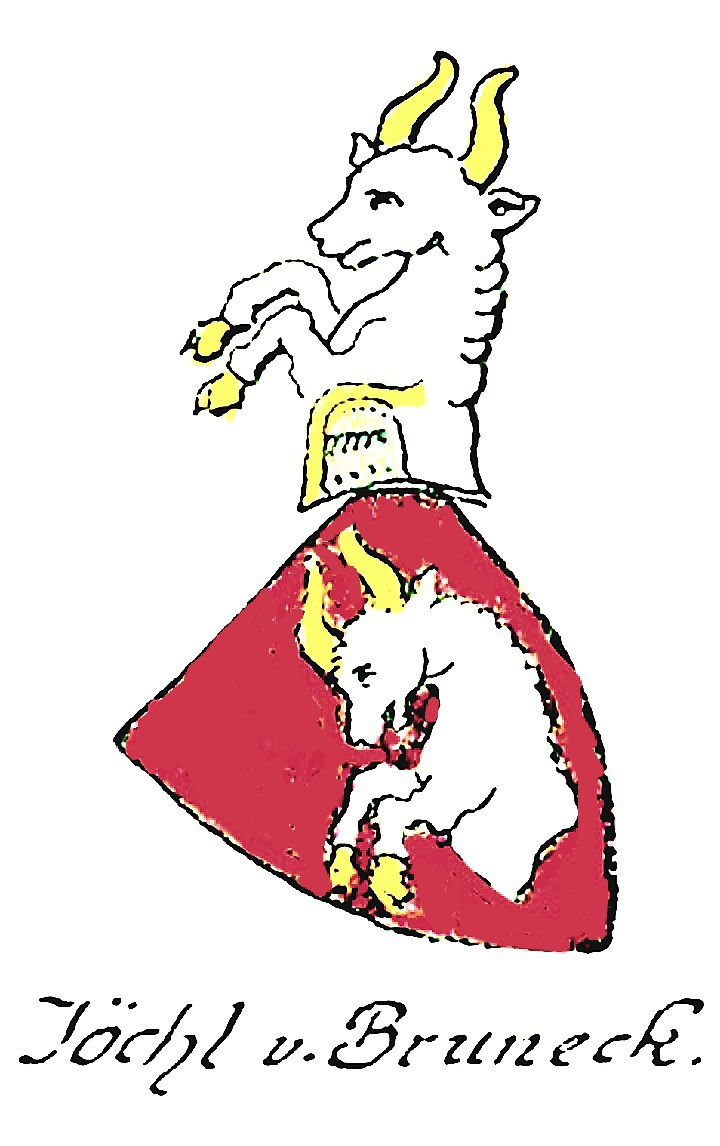
Stammwappen der älteren Jöchl, im Stil der Zürcher Wappenrolle

Jöchl war der Name eines alten Adelsgeschlechts aus Bruneck, Sterzing und Brixen.

## Geschichte
Herkunftsort der Jöchl oder Jöchlein war der im Frühmittelalter politisch bedeutende Ort Stegen, demzufolge sich die Jöchl als Lehensinhaber von Alt-Stegen auch danach benannten. Als Stammsitz kommt der Ansitz Stegen in Betracht. 1269 erscheint Gerold von Stegen mit seinen Söhnen, wovon Fridank von Stegen in Bruneck wohnte. Des letzteren Söhne Nikolaus, Jakob, Heinrich und Gerold nannten sich 1333 bereits „Jöchl“. 1371 trug Nikolaus Jöchl († 1385) zu einer Priesterstiftung bei. Zwischen ihm, seinen Bruder Hans und der dortigen Bürgerschaft kam es zu Auseinandersetzungen. Der durch den Bergbau am Schneeberg reich gewordene Gewerke Hans Jöchl errichtete Anfang des 15. Jahrhunderts in Sterzing den Ansitz Jöchlsthurn. Später stifteten dessen Söhne daneben auch die 1474 vollendete Kapelle St. Peter und Paul. 1485 fungierte Balthasar Jöchl als Oberamtspfleger von Bruneck. Nikolaus Jöchl der Jüngere († 1425), war der Bruder von Gottliebe, Äbtissin des Klarissenklosters Brixen. 1460 kaufte Wolfgang Jöchl († 1474) den Ansitz Ansiedel in Vahrn. Dessen Sohn Balthasar stiftete 1510 in Vahrn eine Freitagsmesse. 1511 wurden Jakob und Hans Jöchl in die Adelsmatrikel Tirols aufgenommen. Hans Jöchl besaß den vom Hochstift Brixen lehenbaren Ansitz Steinburg in Aufhofen bei Bruneck. Durch seine Ehe mit Magdalena von Schraffl, letzte ihres Geschlechts, erhielten er und sein Bruder Wolfgang am 31. Juli 1518 von Kaiser Maximilian I. in Augsburg die Erlaubnis zur Führung des erledigten Wappens der Schraffl, allein oder quadriert mit seinem eigenen. Die Brixner Linie ist 1545 mit Viktor Jöchl und die Sterzinger Linie 1581 mit Dorothea Jöchl vollständig erloschen.
Am 18. Dezember 1591 erfolgte für die Brüder Alexander, Johann Albrecht, Sigmund Johann, Freiherren von und zu Sprinzenstein, zusammen mit dem Prädikat: „auf Neuhauß“ eine Wappenbesserung durch Vereinigung mit jenem der ausgestorbenen Jöchl zum Jöchelsthurn, samt Intimation.

## Weitere Jöchl
Am 12. April 1600 erlangten die Vettern Ludwig und Christian Jöchl aus Tirol in Pilsen einen Wappenbrief mit Lehenartikel. Am 5. November 1618 wurde Christian Jöchl aus Kaltern in den Adelsstand erhoben. 1563 erschienen auf dem Tiroler Landtag Jakob, Johann und Balthasar Jöchl. Das Geschlecht ist möglicherweise 1660 mit Wolfgang Jöchl erloschen. Fälschlicherweise ordnete Kögl letztere Personen den älteren Jöchl zu.

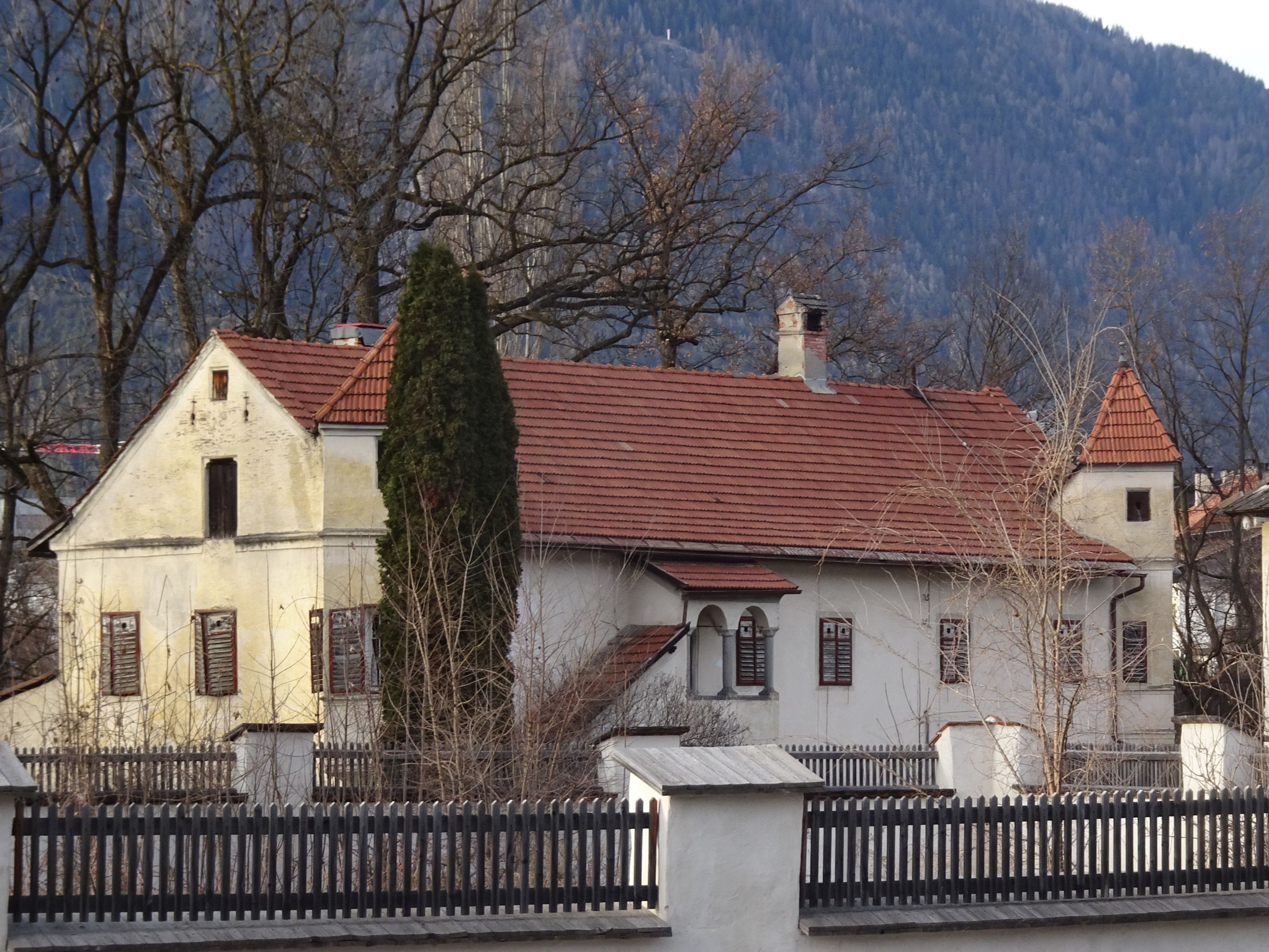
Ansitz Stegen

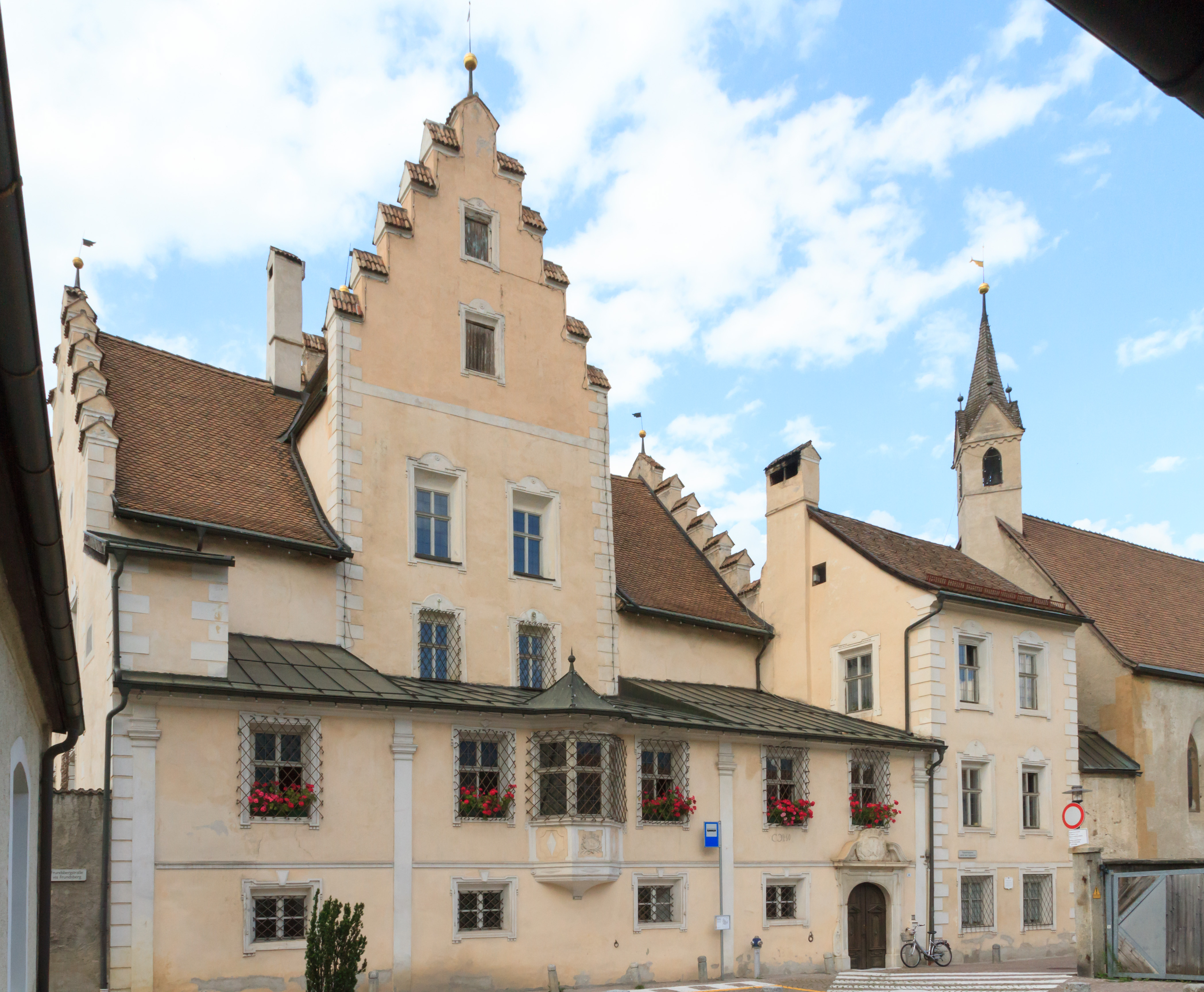
Ansitz Jöchlsthurn

## Besitzungen
- Ansitz Jöchlsthurn in Sterzing, von Anfang 15. Jahrhundert bis ca. 1536
- Ansitz Stegen in Stegen, von ? bis Mitte des 16. Jahrhunderts
- Ansitz Steinburg in Bruneck, 16. Jahrhundert

## Wappen
Blasonierung des Wappens der älteren Jöchl: In Rot ein oberhalber silberner Stier, golden bewehrt. Auf dem Helm mit rot-silbernen Decken der Stier wachsend.

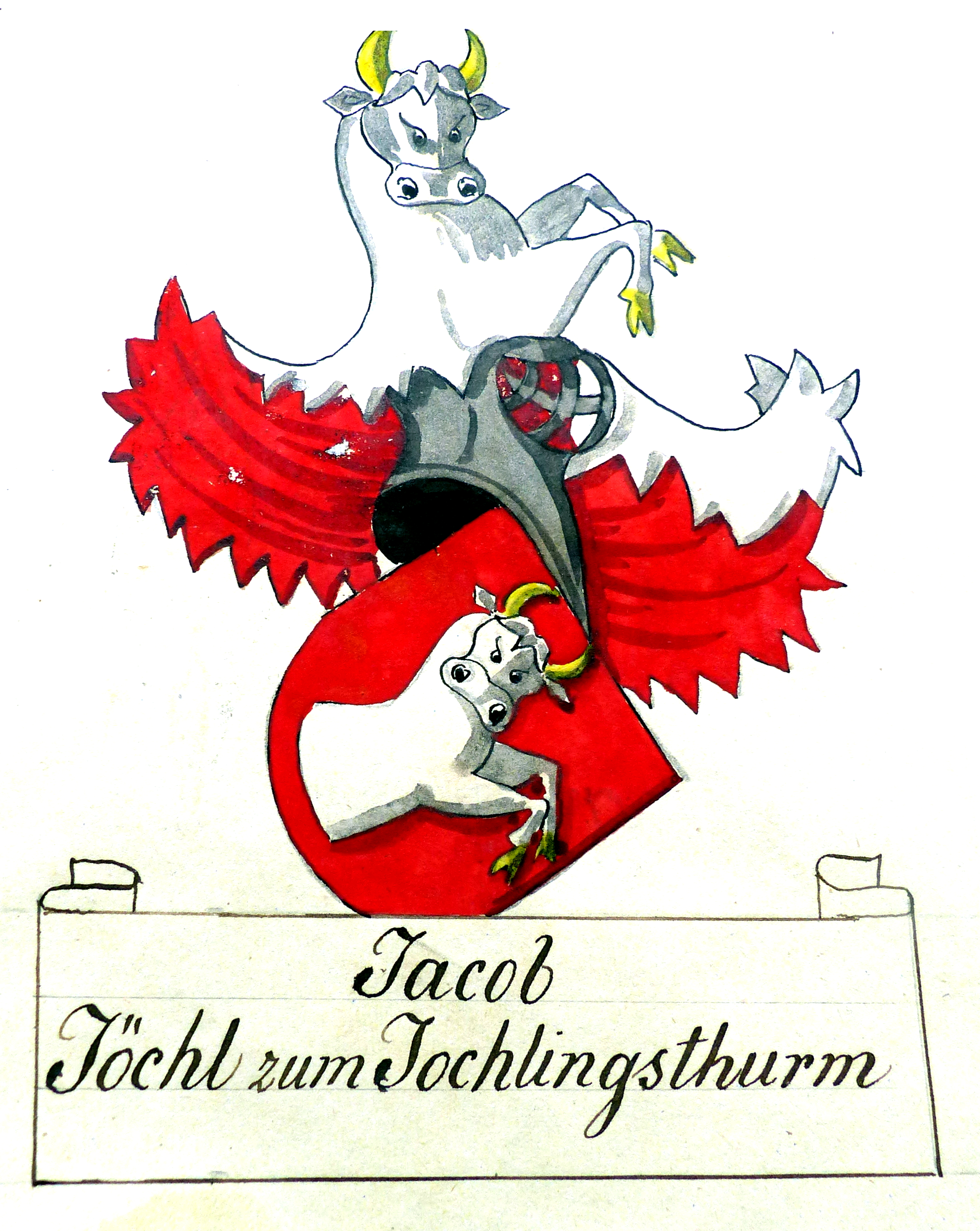
Wappen von Jacob Jöchl
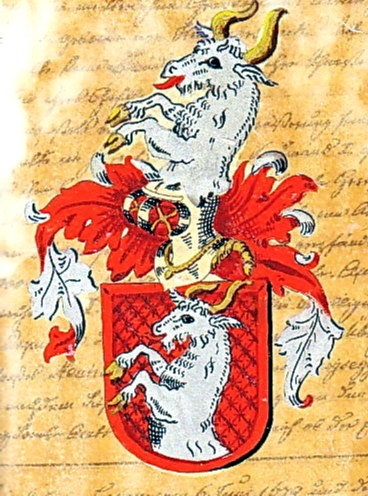
Wappen der älteren Jöchl
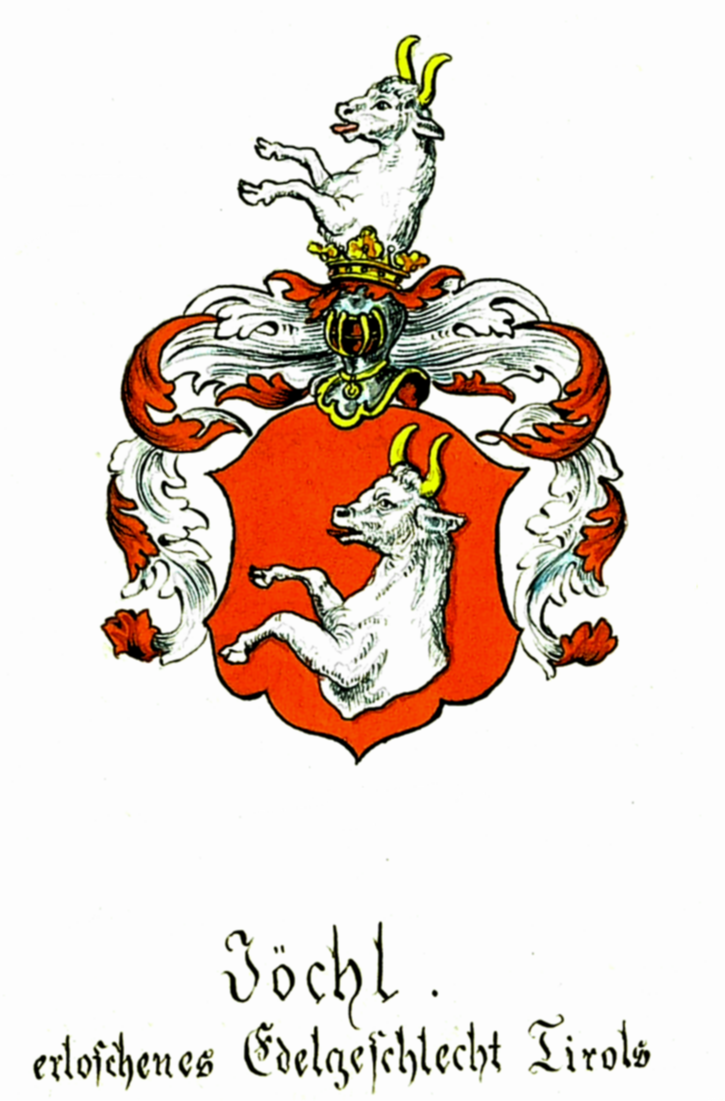
Wappen der älteren Jöchl